# Formatie van Rivière
De Formatie van Rivière is een geologische formatie uit het Midden-Devoon die in het midden en zuiden van België aan het oppervlak ligt. De formatie bestaat voornamelijk uit schalie (schiefer) en zandsteen. Ze is genoemd naar Rivière, een gehucht langs de Maas in de provincie Namen.

## Beschrijving
De Formatie van Rivière wordt verdeeld in twee leden: 
- Het Lid van Rouillon, dat bestaat uit een conglomeraat aan de basis; gevolgd door rode of groene zandsteen waarin sporadisch plantenresten voorkomen; daarna stilsteen en kleiige fijne zandsteen afgewisseld met kalkhoudende lagen waarin mariene fossielen voorkomen (brachiopoden, crinoïden).
- Het Lid van Claminforge, ongeveer 15 meter sterk gelaagde, zandige of kleiige kalksteen of kalkige zandsteen, afgewisseld met lagen rode of olijfgroene siltsteen ("schist").

De formatie is tussen de 50 en 90 meter dik. Het stratotype bevindt zich bij Godinne aan de westoever van de Maas. Op basis van conodonten is de formatie gedateerd in de etage Eifeliaan, wellicht met inbegrip van het onderste Givetiaan.

## Verspreiding en stratigrafische relaties
De Formatie van Rivière komt voor in het noordelijke deel van het Synclinorium van Dinant en de zuidelijke flank van het Synclinorium van Namen.
De Formatie van Rivière ligt stratigrafisch over de rode conglomeraat- en zandsteenlagen van de Formatie van Burnot (Laat-Emsiaan). Ze wordt afgedekt door de Formatie van Névremont (kalksteen en schalie uit het Vroeg-Givetiaan).